# Plaza de Mercedes
Plaza de Mercedes é uma comuna da província de Córdoba, na Argentina.